# Artabotrys honkongensis
Artabotrys honkongensis Hance – gatunek rośliny z rodziny flaszowcowatych (Annonaceae Juss.). Występuje naturalnie w Wietnamie oraz południowej części Chin (w prowincjach Guangdong, Kuejczou, Hunan i Junnan oraz w regionie autonomicznym Kuangsi). 

## Morfologia
PokrójZimozielony krzew o pnących pędach. Dorasta do 8 m wysokości.
LiścieMają kształt od podłużnie eliptycznego do podłużnego. Mierzą 6–12 cm długości oraz 2,5–4 cm szerokości. Są skórzaste. Nasada liścia jest zaokrąglona. Ogonek liściowy jest nagi i dorasta do 2–5 mm długości.
KwiatyPojedyncze. Działki kielicha mają owalnie trójkątny kształt i dorastają do 5 mm długości, są nagie. Płatki mają owalnie lancetowaty kształt – zewnętrzne osiągają do 10–18 mm długości i są owłosione od wewnętrznej strony, natomiast wewnętrzne są nieco mniejsze. Kwiaty mają słupki o owalnie podłużnym kształcie.
OwoceTworzą owoc zbiorowy. Mają elipsoidalny kształt. Osiągają 2–4 cm długości oraz 1,5–3 cm średnicy.

## Biologia i ekologia
Rośnie w gęstych lasach i zaroślach. Występuje na wysokości do 1500 m n.p.m. Kwitnie od marca do maja, natomiast owoce pojawiają się od maja do sierpnia.